# Visegrad 4 Bicycle Race
De wielerwedstrijd Visegrad 4 Bicycle Race is een serie van eendagskoersen in Hongarije, Polen, Slowakije en Tsjechië. De wedstrijden werden in 2014 voor het eerst georganiseerd en maken deel uit van de UCI Europe Tour, in de categorie 1.2.

## Lijsten van winnaars (mannen)

### Kerekparverseny
2014-2015 GP Hungary
2016-2025 Kerekparverseny

### Overwinningen per land
| Zeges | Land               |
| ----- | ------------------ |
| 16    | Polen              |
| 13    | Tsjechië           |
| 3     | Italië             |
| 2     | Israël, Slowakije  |
| 1     | Oekraïne, Slovenië |

## Lijsten van winnaars (vrouwen)

### Overwinningen per land
| Zeges | Land                                                |
| ----- | --------------------------------------------------- |
| 1     | Duitsland, Italië, Slovenië, Slowakije, Zwitserland |